# مریم مهاجر
مریم مهاجر (زادهٔ ۱۹۷۷) کارگردان ایرانی-بریتانیایی است. او با انیمیشن بابابزرگ عاشق‌پیشه بود برندهٔ جایزهٔ بهترین انیمیشن کوتاه هفتاد و سومین دورهٔ جوایز بفتا شد. مهاجر که زادهٔ تهران است در سال ۲۰۰۰ به بریتانیا مهاجرت کرده و در سال ۲۰۰۷ با مدرک کارشناسی ارشد رشتهٔ انیمیشن از کالج سلطنتی هنر فارغ‌التحصیل شد.